# 이지은 (바이올린 연주자)
이지은(영어: Anna Ji-eun Lee, 1995년 7월 11일~)은 미국의 바이올린 연주자이다.